# Kārlis Eņģelis

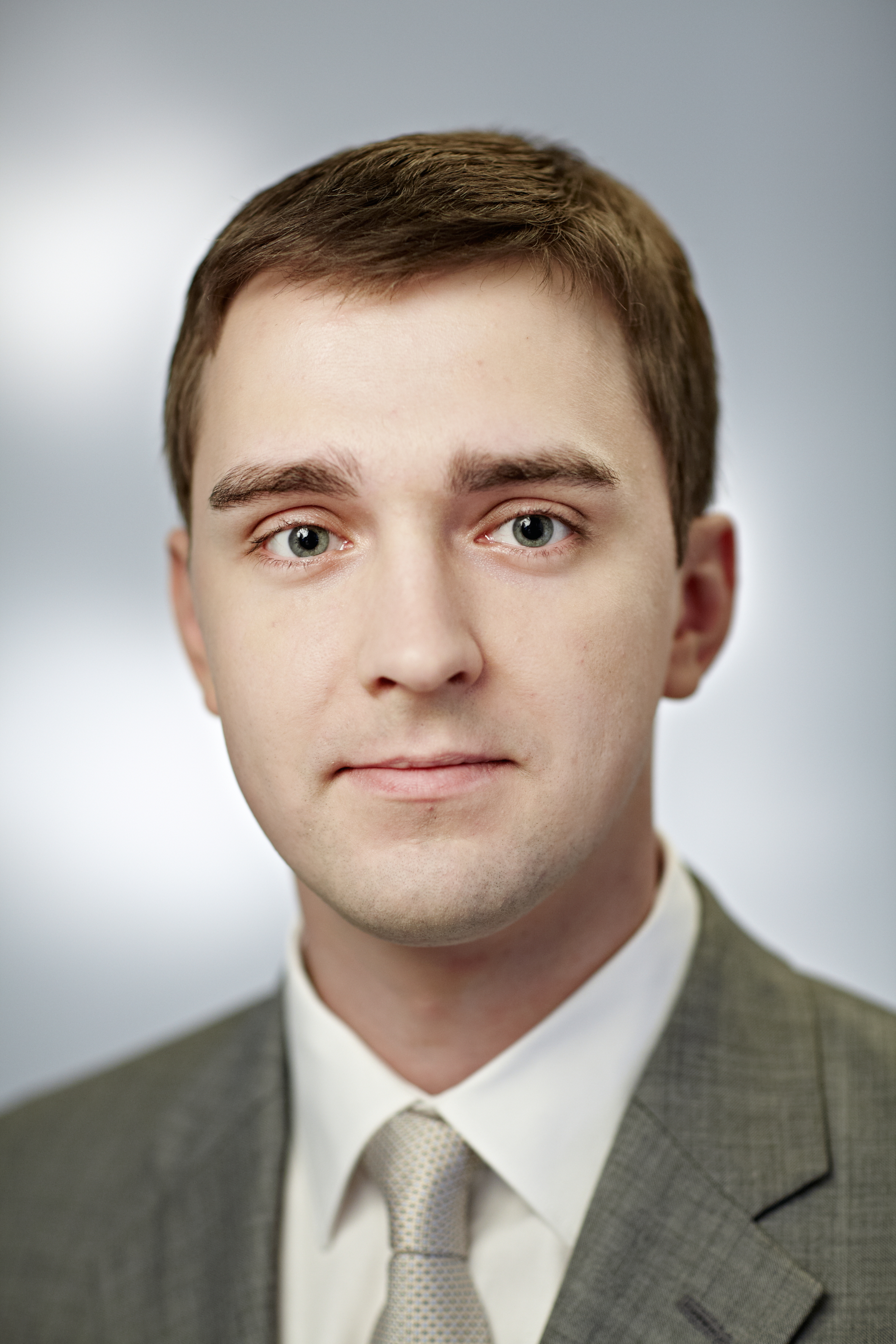

Kārlis Eņģelis (* 24. Februar 1983) ist ein lettischer Jurist und Politiker, 11. Saeimas-Deputat, Mitglied der Partei "Vienotība", davor der Reformu partija.

## Leben
Nach dem Abitur 2001 am Rīgas Centra humanitārā ģimnāzija absolvierte er 2010 das Bachelorstudium der Rechtswissenschaft an der Juridischen Fakultät der Latvijas Universitāte.
Von 2003 bis 2006 arbeitete er am Justizministerium Lettlands. Von 2010 bis 2011 war er Referent am Finanzministerium Lettlands. Danach arbeitete er 2011 bei SIA "Hipotēku bankas nekustamā īpašuma aģentūra" als Jurist. Eņģelis arbeitete auch bei Deutsche Gesellschaft für Technische Zusammenarbeit.